# Złotogłowice
Złotogłowice [zwɔtɔɡwɔˈvit͡sɛ] (en alemán: Groß Neundorf) es un pueblo ubicado en el distrito administrativo de Gmina Nysa, dentro del Condado de Nysa, Voivodato de Opole, en el sur de Polonia occidental. Se encuentra aproximadamente a 5 kilómetros al noreste de Nysa y a 44 kilómetros al suroeste de la capital regional Opole.
Antes de 1945, el área fue parte de Alemania.
El pueblo tiene una población de 780 habitantes.